# Ammophila rufipes
Ammophila rufipes es una especie de avispa del género Ammophila, familia Sphecidae.

## Taxonomía
Fue descrito por primera vez en 1831 por Guérin-méneville.